# Juan José Aguirre
Juan José Aguirre Muñoz M.C.C.J. (Córdoba, 5 de junio de 1954) es un religioso misionero comboniano y obispo español de la Iglesia católica, titular de la diócesis de Bangassou (República Centroafricana) desde el año 2000.

## Biografía
Aguirre ha sido promotor de numerosas obras de atención y promoción social en la diócesis; entre ellas, varias escuelas de educación infantil y primaria, dos institutos de educación secundaria y bachillerato, una escuela técnica, un espacio internet, un orfanato, dos hospitales con quirófano, un centro de atención a enfermos de sida en fase terminal y diversos proyectos de animación rural.
Como obispo, ha denunciado en numerosas ocasiones a través de la prensa internacional las duras condiciones de vida a las que se enfrentan sus diocesanos, particularmente con ocasión de los numerosos ataques del llamado Ejército de Resistencia del Señor a la población civil del sureste del país y tras la rebelión de la coalición Séléka en 2012-2013, que condujo al golpe de Estado con que se puso fin al gobierno de François Bozizé, y que coincidió con brutales saqueos y pillajes contra los habitantes de Bangassou y las obras de la diócesis.